# Вила-Флорис
Вила-Флорис (порт. Vila Flores)  —  населённый пункт и муниципалитет в Бразилии, входит в штат Риу-Гранди-ду-Сул. Составная часть мезорегиона Северо-восток штата Риу-Гранди-ду-Сул. Входит в экономико-статистический  микрорегион Кашиас-ду-Сул. Население составляет 3408 человек на 2006 год. Занимает площадь 107,815 км². Плотность населения — 31,6 чел./км².

## История
Город основан 12 мая 1998 года. 

## Статистика
- Валовой внутренний продукт на 2003 составляет 48.674.161,00 реалов (данные: Бразильский институт географии и статистики).
- Валовой внутренний продукт на душу населения на 2003 составляет 14.930,72 реалов (данные: Бразильский институт географии и статистики).
- Индекс развития человеческого потенциала на 2000 составляет 0,818 (данные: Программа развития ООН).